# Kresol
Kresoly, též hydroxytolueny nebo methylfenoly, jsou organické sloučeniny. Jejich molekuly jsou tvořeny benzenovým jádrem, na něž je vázána jedna methylová a jedna hydroxylová skupina. Podle vzájemné polohy těchto skupin se rozlišují:
- o-kresol (1,2)
- m-kresol (1,3)
- p-kresol (1,4)

## Vlastnosti a použití kresolů
Všechny tři kresoly jsou obsaženy v černouhelném dehtu. Svými vlastnostmi se velmi podobají fenolu. Podobně jako on to jsou bezbarvé krystalické látky, za normálních podmínek jsou to buď látky pevné nebo kapalné. Jejich teploty tání jsou v blízkosti pokojové teploty. Na rozdíl od fenolu však mají o něco méně kyselý charakter (kvůli +I efektu methylové skupiny). Velký význam má jejich směs nazývaná trikresol, která se používá při impregnaci dřeva, výrobě kresolformaldehydových polymerů a jako antiseptikum.
| Izomer                 | o-kresol                                | m-kresol                                | p-kresol                                |
| Vzorec                 | Strukturní vzorec                       | Strukturní vzorec                       | Strukturní vzorec                       |
| Systematický název     | 2-methylfenol, 2-hydroxy-1-methylbenzen | 3-methylfenol, 3-hydroxy-1-methylbenzen | 4-methylfenol, 4-hydroxy-1-methylbenzen |
| Semisystematický název | 2-hydroxytoluen                         | 3-hydroxytoluen                         | 4-hydroxytoluen                         |
| Sumární vzorec         | CH3C6H4OH                               | CH3C6H4OH                               | CH3C6H4OH                               |
| Molární hmotnost       | 108,14 g/mol                            | 108,14 g/mol                            | 108,14 g/mol                            |
| Teplota tání           | 29,8 °C                                 | 11,8 °C                                 | 35,5 °C                                 |
| Teplota varu           | 191 °C                                  | 202 °C                                  | 201,9 °C                                |
| Teplota vzplanutí      | 81 °C                                   | 86 °C                                   | 86 °C                                   |
| Hustota                | 1,05 g/cm3                              | 1,03 g/cm3                              | 1,02 g/cm3                              |
| Registrační číslo CAS  | 95-48-7                                 | 108-39-4                                | 106-44-5                                |